# 異度見鬼
是一部由David Moreau和Xavier Palud導演的2008年美國超自然恐怖電影，Sebastian Gutierrez編劇，主演是潔西卡·艾巴、帕克·波西、亚历桑德罗·尼沃拉和拉德·舍博德茲加。本片翻拍自2002年彭氏兄弟導演的香港電影《見鬼》。

## 外部連結
- 官方网站 （英文）
- 互联网电影数据库（IMDb）上《異度見鬼》的资料（英文）
- Hong Kong Cinemagic – The Eye （页面存档备份，存于）
- 爛番茄上《異度見鬼》的資料（英文）
- Metacritic上《異度見鬼》的資料（英文）
- Box Office Mojo上《異度見鬼》的資料（英文）
- AllMovie上《異度見鬼》的资料（英文）